# جيم غاردنر
جيم غاردنر (بالإنجليزية: James Carson Gardner)‏ هو سياسي أمريكي، ولد في 8 أبريل 1933 في روكي ماونت في الولايات المتحدة. حزبياً، نشط في الحزب الجمهوري. وقد انتخب عضو مجلس النواب الأمريكي.